# Нин (сын Бела)
Нин (др.-греч. Νίνος или Νῖνος) — персонаж древнегреческой мифологии, царь Вавилонии, эпоним Ниневии.
Сын Бела, правнук Геракла. Согласно воззрениям греков, первым из азиатских царей начал вести войны с соседями и покорил их. В союзе с аравийцами на протяжении 17 лет завоевал Западную Азию, победив и убив царей Армении Барзана и Мидии Фарна. Затем пошёл войной на бактрийского царя Оксиарта, с двухмиллионной армией осадил её столицу Бактру. Убит своей женой Семирамидой. Согласно Юстину, умер своей смертью. Либо умер от стрелы при осаде города. Основал город Нин в Атурии (Ассирии). Сын Бела, считался современником Авраама. Правил 52 года. По Ктесию, умер в 2189 году до н. э. Согласно Платону, современник Троянской войны, Троя была частью его державы. Павел Орозий писал: «За 1300 лет до основания Рима царь ассирийский Нин, поднявшись с юга от Красного моря, на крайнем севере опустошил и покорил Эвксинский Понт», то есть Нин жил около 2050 года до н. э.
У его гробницы встречаются Пирам и Фисба. «Град Нина» упоминает Фокилид. Согласно античным историкам, на колеснице персидского царя размещались статуи Нина и Бела.
Около I века до н. э. стал героем так называемого «Романа о Нине».

## Попытки идентификации
Ряд историков, начиная с Кефалиона (ок. 120), полагал, что бактрийским царём, противником Нина, был не кто иной, как Зороастр, а вовсе не Оксиарт.
Впервые Нин был отождествлён с библейским Нимродом в «Климентинах». По мнению автора, именно он научил персов огнепоклонничеству. Согласное многим современным толкованиям ивритского текста книги Бытие 10, именно Нимрод, сын Хуша, основал Ниневию; другие переводы (например, Библия короля Якова) держатся соответствующего стиха Торы, где сказано, что основателем Ниневии был Ассур, сын Сима.

## Историчность
Расшифровка большого количества клинописных текстов позволила современным ассириологам воссоздать более точную историю Шумера, Аккада, Ассирии, Вавилонии и Халдеи. Имя Нина не встречается ни в одном из обширных списков царей, составленных в Месопотамии, и не упоминается в месопотамской литературе, поэтому наиболее вероятно, что Нин является выдумкой эллинистического времени, на создание образа которого повлияли сведения о жизни одного или нескольких действительно существовавших царей Ассирии, а также персонажей ассиро-вавилонской мифологии. Кроме того, библейский Нимрод тоже не зафиксирован нигде ни в ассирийской, вавилонской, аккадской или шумерской литературе, ни в списках царей, и он тоже считается многими учёными вымышленным лицом, на создание которого повлияли один или несколько реальных царей, прежде всего, вероятно, Тукульти-Нинурта I, который правил Среднеассирийской империей в XIII веке до н. э., или ассирийский бог войны Нинурта. Ассирийская царица Шаммурамат, напротив, является историческим лицом: она правила Новоассирийской империей в течение пяти лет после 811 года до н. э., будучи регентом при своём сыне Ададе-нирари III и женой Шамши-Адада V. По мнению некоторых исследователей, она могла запомниться благодаря тому, что впервые женщина оказалась во главе столь обширной империи. Согласно другому мнению, Шаммурамат является лишь тёзкой Семирамиды и не имеет к ней никакого отношения.